# فريدريك ك. هيكس
فريدريك ك. هيكس (بالإنجليزية: Frederick C. Hicks)‏ هو سياسي أمريكي، ولد في 6 مارس 1872 في الولايات المتحدة، وتوفي في 14 ديسمبر 1925 بواشنطن العاصمة في الولايات المتحدة. حزبياً، نشط في الحزب الجمهوري. انتخب عضو مجلس النواب الأمريكي.